# El Ocote, San Juan Lachao
El Ocote är en ort i Mexiko.   Den ligger i kommunen San Juan Lachao och delstaten Oaxaca, i den sydöstra delen av landet, 400 km sydost om huvudstaden Mexico City. El Ocote ligger 1 296 meter över havet och antalet invånare är 265.
Terrängen runt El Ocote är kuperad åt sydost, men åt nordväst är den bergig. Terrängen runt El Ocote sluttar söderut. Runt El Ocote är det ganska glesbefolkat, med 24 invånare per kvadratkilometer. Närmaste större samhälle är Santos Reyes Nopala, 8,5 km söder om El Ocote. I omgivningarna runt El Ocote växer i huvudsak städsegrön lövskog.